# Oprzężów
Oprzężów [pronunciación en polaco: /ɔˈpʂɛ̃ʐuf/] es un pueblo ubicado en el distrito administrativo de Gmina Wola Krzysztoporska, dentro del Distrito de Piotrków, Voivodato de Łódź , en Polonia central. Se encuentra aproximadamente a 7 kilómetros al norte de Wola Krzysztoporska, a 7 kilómetros al oeste de Piotrków Trybunalski, y a 44 kilómetros al sur de la capital regional Łódź.